# Adolf Schumann (General)

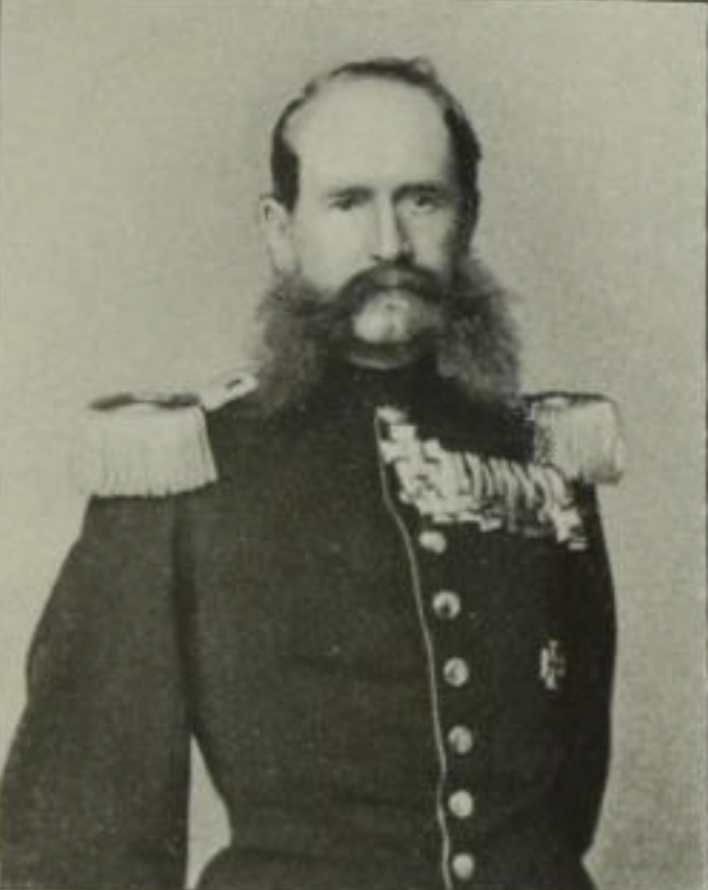
Adolf Schumann als Regimentskommandeur

Adolf Schumann (* 21. November 1822 in Dresden; † 4. August 1907 ebenda) war ein sächsischer Generalmajor.

## Leben

### Karriere
Schumann trat 1837 in den Kadettenkorps der sächsischen Armee ein und wurde nach langjähriger Erziehung am 1. Januar 1841 als Portepeejunker dem 2. Linien-Infanterie-Regiment überwiesen. Er beteiligte sich an der Schleswig-Holsteinischen Erhebung. Er war nach Beförderung zum Oberleutnant im Jahre 1849 von 1849 bis 1851 Adjutant der Festung Königstein verwendet und dann in gleicher Eigenschaft zum Gouvernement Dresden überführt, wo er 1857 zum Hauptmann avancierte. 1863 wurde er unter Enthebung von diesem Kommando als Kompaniechef in das 14. Infanterie-Bataillon versetzt. Am 20. Juli 1866 erfolgte seine Beförderung zum Major unter gleichzeitiger Versetzung in die 1. Infanterie-Brigade. Nach der Niederlage von Sachsen im Krieg gegen Preußen wurde er nach der Neuorganisation der sächsischen Armee zum Bataillonskommandeur des III. Bataillons des 1. Königlich Sächsischen Leib-Grenadier-Regiment Nr. 100 ernannt.
Er führte das Bataillon in den Krieg gegen Frankreich und wurde im September 1870 unter Beförderung zum Oberstleutnant zum Regimentskommandeur des Infanterie-Regiment „König Georg“ (7. Königlich Sächsisches) Nr. 106 ernannt. Im Verlaufe des Krieges wurde er mit dem Ritterkreuz des Militär-St.-Heinrichs-Ordens, dem Eisernen Kreuz I. Klasse und anderen hohen Orden ausgezeichnet. Nach Kriegsende wurde er am 30. Dezember 1870 zum Oberst befördert. 1875 wurde er unter Genehmigung seines Abschiedsgesuches zur Disposition gestellt. Im Disponibilitätsverhältnis wurde er 1895 mit dem Charakter eines Generalmajors ausgezeichnet.